# Xanthesma parva
Xanthesma parva är en biart som beskrevs av Exley 1969. Xanthesma parva ingår i släktet Xanthesma och familjen korttungebin. Inga underarter finns listade i Catalogue of Life.